# Chimarra pylaea
Chimarra pylaea är en nattsländeart som beskrevs av Donald G. Denning 1941. Chimarra pylaea ingår i släktet Chimarra och familjen stengömmenattsländor. Inga underarter finns listade i Catalogue of Life.